# كارين هولبرووك
كارين هولبرووك (بالإنجليزية: Karen Holbrook)‏ هي مديرة أكاديمية أمريكية، ولدت في 6 نوفمبر 1942.